# 曼德拉 (肯雅)
曼德拉是東非國家肯雅的城鎮，位於曼德拉郡，毗鄰與埃塞俄比亞和索馬里接壤的邊境，該鎮經常受旱災威脅，居民大多是索馬里人，1999年人口30,433。
2013年以前屬東北省。
3°55′N 41°50′E / 3.917°N 41.833°E